# Anadolu Isuzu

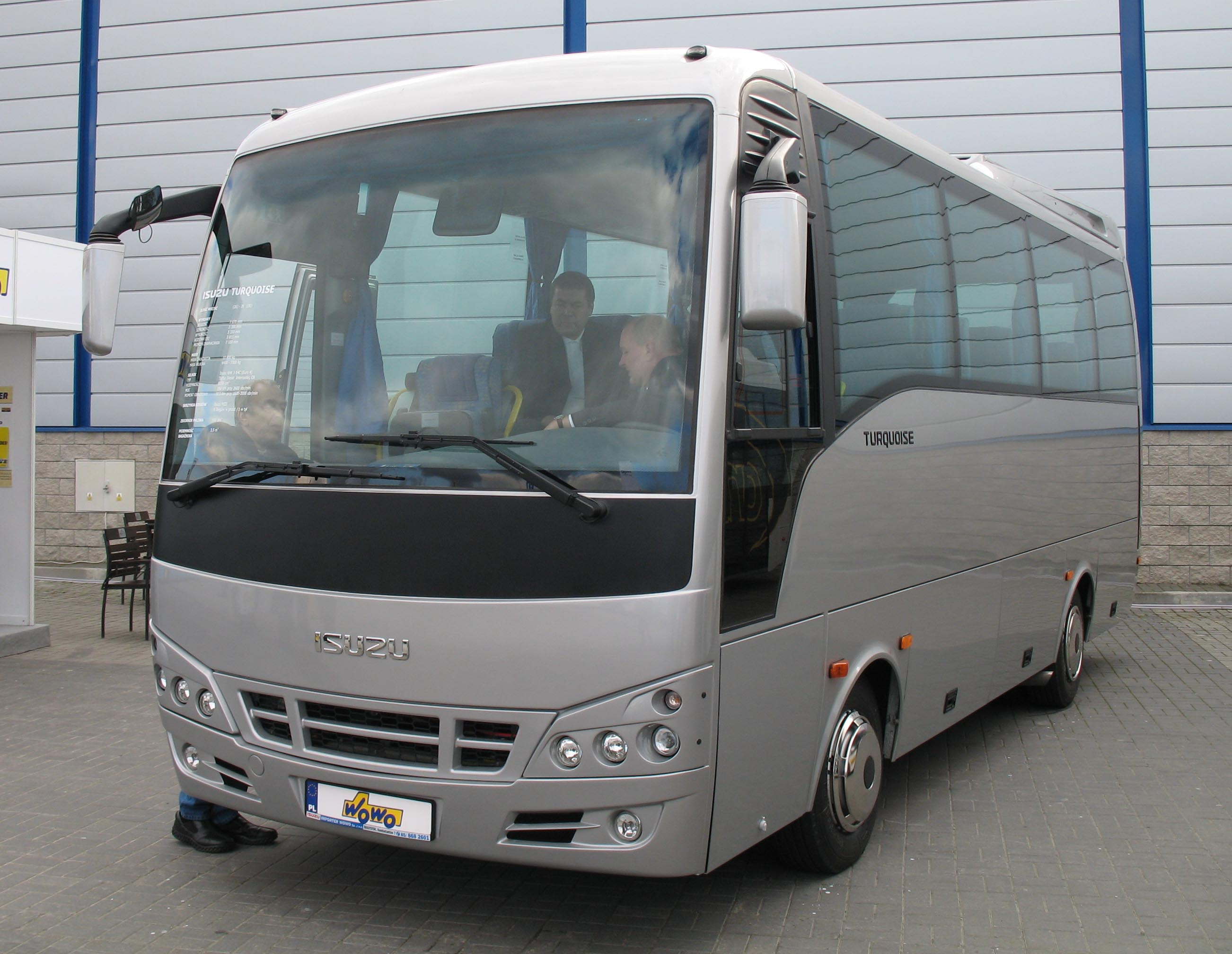
Isuzu Turquoise

Anadolu Isuzu Otomotiv Sanayi ve Ticaret A.Ş. — турецкий производитель автомобилей и автобусов по лицензии японской фирмы Isuzu.
Anadolu Isuzu выпускает городские, междугородные и туристические автобусы малого и среднего класса.
Модель Turquoise, с дизельным двигателем Isuzu 4HE1-T, является туристическим автобусом с
27 ил 31 местами для сидения. Длина составляет 7,6 метров. Багажный отсек — 4,4 кубометра.
Turquoise-146 — междугородные и туристические машины с дизельным двигателем ISUZU 4HE1-XS (Euro 3) с 26 местами.
Turquoise-175 — туристический автобус с дизельным двигателем ISUZU 4HK1-TC (Euro 3)с 26—27 местами.
Urban — серия городских автобусов длиной 7 м, с двигателями ISUZU 4HG1-T (EURO-2). В зависимости
от модификации, в салоне от 17 до 28 сидений.
Anadolu Isuzu также выпускает автобусы серии Roybus и Classic.